# Husbands (seriál)
Husbands je americký komediální internetový seriál, jehož autory jsou Brad Bell a Jane Espenson. V letech 2011–2013 vzniklo ve třech řadách celkem 20 epizod, z nichž první série obsahuje 11 dvou až tříminutových dílů a zbylé dvě menší počet epizod o delší stopáži (až do 11 minut). První dvě řady byly zveřejněny na YouTube a dalších webových portálech (Blip, Roku), zatímco třetí byla premiérově uvedena na platformě CW Seed provozované televizí The CW a určené pro americké diváky. Se zpožděním byla zpřístupněna i zájemcům z ostatních zemí na kanálu CW Seed na YouTube.
Seriál zobrazuje příběh partnerské dvojice – herce Cheekse (Brad Bell) a baseballisty Bradyho (Sean Hemeon), kteří se po několikatýdenní známosti vydali do Las Vegas oslavit legalizaci stejnopohlavního manželství. Po divoké noci však zjistí, že se zároveň vzali. Protože si jejich svazku již všimla média a protože by tak případný rozvod mohl zničit kariéru obou mladých mužů, rozhodnou se zůstat manželi a s pomocí kamarádky Haley (Alessandra Torresani) se s novou situací vypořádat.
V seriálu hostuje množství herců a jiných osobností. V první řadě to jsou Michael Buckley a Nathan Fillion, ve druhé sérii Amber Benson, Joss Whedon, Dichen Lachman, Tricia Helfer, Felicia Day, Sasha Roiz, Emma Caulfield, Mekhi Phifer, Jon Cryer, Magda Apanowicz, Aasha Davis, Clare Grant a John Hodgman a ve třetí sezóně Amy Acker, Seth Green, Michael Hogan, Beth Grant, Deborah Theaker a Janina Gavankar.